# Cyneswith
Cyneswith est une princesse et religieuse anglo-saxonne du VIIe siècle.

## Biographie
Cyneswith est la fille de Penda, roi païen de Mercie dans le deuxième quart du VIIe siècle. La seule épouse connue de Penda, Cynewise, pourrait être sa mère, mais aucune source ne l'indique explicitement. Contrairement à son père, elle se convertit au christianisme.
D'après la Gesta regum Anglorum de Guillaume de Malmesbury et le Chronicon ex Chronicis de Jean de Worcester, Cyneswith aurait épousé le roi Offa d'Essex, et ce serait elle qui l'aurait incité à abdiquer le trône en 704 pour se rendre en pèlerinage à Rome. Ces faits n'apparaissent cependant dans aucune source antérieure à la conquête normande de l'Angleterre.
Cyneswith et sa sœur Cyneburh sont considérées comme les fondatrices d'un monastère double à Castor, dans le Northamptonshire. Après leur mort, elles y sont inhumées et y font l'objet d'un culte. La Chronique anglo-saxonne rapporte que leurs dépouilles sont transférées à l'abbaye de Peterborough en 963.